# Ommata laticornis
Ommata laticornis là một loài bọ cánh cứng trong họ Cerambycidae.